# Locros (fill de Zeus)
Segons la mitologia grega, Locros (en grec antic Λοκρός), va ser un heroi, fill de Zeus i de Mera, la filla del rei d'Argos, Pretos. Mera va ser una de les companyes d'Àrtemis, a qui la deessa va matar d'un tret de fletxa, irritada per les relacions que aquesta mantenia amb Zeus.
Ajudà Amfíon i Zetos en la construcció de les muralles de Tebes.